# Первое послание к Тимофею
Первое послание к Тимофею (др.-греч. Α΄ Ἐπιστολὴ πρὸς Τιμόθεον, лат. Epistula I ad Timotheum) — книга Нового Завета. Входит в число посланий апостола Павла.
Два послания к Тимофею, любимому ученику апостола Павла, а также послание к Титу обычно называют пастырскими посланиями, потому что в них содержатся наставления, актуальные не только для адресатов, но и для всех пастырей Церкви.

## История
Тимофей, как сообщают Деяния апостолов, был сыном иудейки, обратившейся в христианство, и эллина; жил в городе Листра в провинции Ликаония. Сам Тимофей обратился, вероятно, под влиянием проповеди апостола Павла в Листре во время его первого путешествия (Деян. 14:5—22), около 48—49 гг.
Точная датировка послания затруднена. Очевидно, что послание было написано после освобождения Павла из первых римских уз, вероятнее всего в 62 — 65 гг., уже после того, как освободившись от уз, апостол Павел предпринял с Тимофеем поездку на Восток, и оставил Тимофея в Эфесе епископом.

## Вопрос о подлинности
Подлинность послания подтверждена, в частности, древними переводами и упоминаниями у священномученика Поликарпа Смирнского, священномученика Иринея Лионского, Оригена и других древних писателей.
Тем не менее, многие западные учёные-библеисты сомневаются в принадлежности послания Павлу. Первым сомнения высказал Фридрих Шлейермахер в 1807 г. Основные аргументы состояли в том, что данное послание содержит слова и мысли, противоречащие тем, что находятся в других посланиях Павла. Кроме того, автор послания, как считает Баур (1835), выступает против учений, похожих на гностические ереси, которые существовали во II веке — спустя много лет после смерти Павла, и церковное устройство также соответствует II веку. Позже учёные пришли к заключению, что оба послания к Тимофею, а также Послание к Титу (которые в XVIII в. были сгруппированы между собой и названы «пастырскими») принадлежат не Павлу, а написаны одним автором, выдававшим себя за Павла, но жившим гораздо позже него. Среди них — Гольцман (1880), который считал, что послания к Тимофею и Титу направлены к вымышленным лицам и созданы для упрочения единства Церкви. Эти три послания очень похожи между собой по используемой лексике и по стилю, но сильно отличаются от лексики и стиля настоящих посланий Павла. В 1921 г. британский учёный П. Н. Гаррисон провёл обширное статистическое исследование содержащихся в Пастырских посланиях слов, которое показало, что более трети из них (306 слов из 848) не содержатся ни в одном из «подлинных посланий Павла», но зато составляют характерную лексику христианских авторов II века.
Более поздние исследования подтвердили эти выводы. В тех же случаях, когда Павел и автор Пастырских посланий используют одни и те же слова, они вкладывают в них разный смысл. Как отмечает учёный-библеист и специалист по Новому Завету и истории раннего христианства Барт Эрман, взгляды автора этих посланий по ряду вопросов противоречат взглядам Павла, включая, например, вопросы брака или равноправия женщин с мужчинами. Для Павла спасение человека возможно только через смерть и воскресение Иисуса. Автор же Пастырских посланий утверждает, что женщины спасутся через чадородие (1Тим. 2:15). В своих бесспорных посланиях Павел выступает за равноправие мужчин и женщин и утверждает, что «нет мужеского пола, ни женского: ибо все вы одно во Христе Иисусе» (Гал. 3:28). Автор же Пастырских посланий утверждает, что женщина должна быть безмолвна и покорна мужчине и выполнять своё предназначение — деторождение, поскольку «прежде создан Адам, а потом Ева; и не Адам прельщён, но жена, прельстившись, впала в преступление» (1Тим. 2:12—15).
Пастырские послания описывают совершенно иную историческую реальность, которая существовала уже много позже жизни Павла. При Павле церкви представляли собой общины равных членов без иерархии, и в своих подлинных посланиях (например, в Первом и Втором посланиях коринфянам) он обращался к церкви как к целому или к отдельным людям, но не к пастырям, епископам и т. д., потому что их тогда не было. Автор же Пастырских посланий обращается к главам церквей (Тимофею и Титу, якобы главам церквей Эфесса и Крита) и учит их, как назначать епископов и диаконов. В то время как настоящий Павел советует христианам оставаться безбрачными и девственниками и не желает, чтобы вдовы выходили замуж повторно, хотя и не запрещает (1Кор. 7:8, 25—37), автор Пастырских посланий утверждает, что епископы и диаконы должны быть женатыми и имеющими детей (1Тим. 3:2, 12), а также желает, чтобы вдовы выходили замуж повторно (1Тим. 5:14).
Сторонники подлинности Первого послания к Тимофею считают выводы критиков надуманными. Так, Н. П. Розанов, один из авторов «Толковой Библии А. П. Лопухина и преемников», рассматривая возражения библеистов XIX века (идеи которых были продолжены в следующем веке), утверждает, что церковное устройство по посланию к Тимофею соответствует таковому в книге Деяний, в которой также упоминается рукоположение (Деян. 14:23), а названия «епископ» и «пресвитер» всё ещё являются взаимозаменяемыми (и этим объясняется «женатый епископат»), тогда как уже в посланиях священномученика Игнатия Богоносца (Послание к Ефесянам, гл. 4) они уже различаются. Так как Ефесская церковь существовала более 10 лет до написания Послания к Тимофею, формирование за это время института диаконис не представляется невероятным. То же самое относится к формированию обрядов посвящения. В Послании к Тимофею также не находят некоторых характерных черт гносиса II века, например, отрицания Ветхого Завета (лжеучители представляли себя учителями Торы, 1Тим. 1:7), самоотделения гностиков от Церкви, а в слове «гносис» (1Тим. 6:20) необязательно видеть гностицизм — автор Послания говорит о нём в том же смысле, что и о «мудрости» человеческой в Первом послании коринфянам (1Кор. 1:17 и далее). Языковые отличия объясняются тем, что Пастырские послания написаны гораздо позже не подвергаемых сомнениям Посланий, при этом Апостол Павел уже подвергся влиянию новой среды: познание латинского языка могло наложить отпечаток на стиль других его языков, и соответственно, предполагается влияние языка Посланий на язык Церковных писателей II в. «Противоречия», приведённые Эрманом, могут быть разрешены из текста самих Посланий: о спасении через смерть и воскресение Христа говорится в 1Тим. 2:5, 6, а о том, что нужно иметь самому человеку для спасения — веру, действующую любовью и приносящую плод добрых дел — и в Гал. 5, и в 1Тим. 2:15; аргументация разрешения повторного брака для вдов одинакова и в 1Кор. 7:8, 9, и в 1Тим. 5:11—15, тогда как и в 1Тим. 5:3—10, и в 1Кор. 7:8 говорится о том, какими должны быть истинные вдовы, посвящающие себя Богу. Выражение «должен быть одной жены муж» (1Тим. 3:2, 12) по отношению к епископу и диакону понимается как противоположность бракам с несколькими супругами, а не девству: о девстве в данном случае не говорится, видимо, потому, что несмотря на проповедь Апостола Павла, оно всё ещё оставалось мало распространённым.

## Основные темы
Из послания видно, что в середине 60-х годов главной проблемой Эфесской церкви было нашествие многочисленных учителей, проповедников самых разнообразных ересей, в основном гностического характера. Главные темы послания — борьба со лжеучителями и увещевания о достойной христианской жизни. Также из послания видно, что в Эфесской церкви уже чётко выделялись саны епископов и диаконов.
- Приветствие (1:1, 2)
- Увещевания против лжеучений (1:3—11)
- Свидетельство Павла о своём служении (1:12—20)
- О вознесении молитв (2:1—8)
- О женской скромности (2:9—15)
- О епископах (3:1—7)
- О диаконах (3:8—13)
- Церковь и тайна благочестия (3:14—16)
- Последние времена и лжеучители (4:1—5)
- Наставления лично для Тимофея (4:6—16)
- Наставления Тимофею о разных группах в Церкви (глава 5)
- Ещё о лжеучителях (6:1—10)
- Последние увещевания Тимофею (6:11—21)